# Gorbothorax wunderlichi
Gorbothorax wunderlichi är en spindelart som först beskrevs av Brignoli 1983.  Gorbothorax wunderlichi ingår i släktet Gorbothorax och familjen täckvävarspindlar.
Artens utbredningsområde är Nepal. Inga underarter finns listade i Catalogue of Life.